# 벨벳 리볼버
벨벳 리볼버(Velvet Revolver)는 미국의 하드 록 슈퍼그룹이다.
1980년대와 1990년대를 풍미했던 하드 록 밴드 건스 앤 로지스가 오래도록 음악 활동이 없자, 건즈 앤 로지스의 기타리스트 슬래쉬와 베이시스트 더프 맥케이건, 드러머 맷 소럼 등이 밴드 스톤 템플 파일럿츠의 보컬 스콧 웨일랜드, 데이브 커쉬너와 함께 2004년에 결성하였다.

## 결성
한 록 페스티벌에서 건즈 앤 로지스의 일부 멤버들이 벅스 앤 로지스라는 프로젝트 밴드로 활동하였다. 반응이 좋자 계속해서 이어나가기로 결정하고 새로운 보컬을 영입하여야 했다. 스키드로우의 세바스찬 바하 등이 보컬 후보에 거론되기도 하였으나, 결국 스콧 웨일랜드로 낙점하고 2002년에 결성하기에 이른다.

## 활동
2002년 결성한 후, 2004년 6월에 발매한 첫 음반 《Contraband》는 발매 직후 빌보드 차트 1위를 석권하며 데뷔를 화려하게 장식했다.
2007년에 발매한 2집 《Libertad》 또한 대중의 관심을 받았다. 2008년에 스콧 웨일랜드가 탈퇴하였다. 이와 동시에 밴드의 활동이 잠정 중단되었다.

## 구성원
- 슬래쉬 - 리드 기타
- 더프 맥케이건 - 베이스, 백킹 보컬
- 맷 소럼- 드럼, 퍼커션, 백킹 보컬
- 데이브 커쉬너 - 리듬 기타

### 전 구성원
- 스콧 웨일랜드 - 리드 보컬, 키보드

## 음반
1. 《Contraband》 (2004년)
2. 《Libertad》 (2007년)